# Firfire
Firfire – gaun wikas samiti w zachodniej części Nepalu w strefie Gandaki w dystrykcie Tanahu. Według nepalskiego spisu powszechnego z 2001 roku liczył on 837 gospodarstw domowych i 4273 mieszkańców (2375 kobiet i 1898 mężczyzn).